# Village Roadshow
Village Roadshow Limited — австралийская медиакомпания. Образована в 1954 году. Занимается производством и дистрибуцией кинопродукции, радиовещанием, а также строительством и обустройством тематических развлекательных парков и кинотеатров. Акции «Village Roadshow» котируются на Австралийской фондовой бирже. Контрольный пакет акций компании принадлежит корпорации «Village Roadshow Corporation», возглавляемой Джоном и Робертом Кирби и Гремом Берком.

## История
Компания «Village Roadshow» начала свою деятельность в 1954 году, когда Роско Кирби открыл первый в Мельбурне кинотеатр под открытым небом, располагавшийся в пригороде Кройдон. Кинотеатр находился вблизи торговой зоны «Croydon Village» часть названия которой и перешло в имя основанной Роско Криби компании. Со временем «Village Roadshow» расширилась и перешла к показу фильмов в традиционных кинотеатрах, хотя до сих пор владеет кинотеатром под открытом небом в пригороде Мельбурна Кобурге.
С 1960-х годов компания начала участвовать в кинопрокатном бизнесе, а в 1970-х — производить собственные фильмы.
В 1980-х годах «Village Roadshow» становится одной из ведущих компаний Австралии занятых в строительстве и обустройстве новых кинотеатров.
В 1989 году компания поглощает киностудию «De Laurentiis Entertainment Group», что также отражается на названии «Village Roadshow», теперь она называется «Village Roadshow Limited». Все эти изменения позволили компании привлекать больше капитала для финансирования дальнейшего расширения.
В 1990-х годах «Village Roadshow Limited» занимается диверсификацией в СМИ и развлекательный бизнес. Происходит покупка нескольких радиосетей и на их основе создаётся дочерняя компания «Austereo Group Limited», основывается «Village Roadshow Pictures», начинается сотрудничество в сфере производства с «Warner Bros».
В 2008 году завершается слияние «Village Roadshow Group» и «Concord Music Group», в результате которого образована новая компания Village Roadshow Entertainment Group. Однако 25 марта 2013 года группа инвесторов, возглавляемая Wood Creek Capital, приобрела Concord Music Group у Village Roadshow Entertainment Group.
В конце 2019 года ветеран компании Грэм Берк ушел с поста генерального директора и стал неисполнительным директором, а Кларк Кирби стал его преемником на посту генерального директора.
В 2020 году Village Roadshow вела переговоры с фирмой BGH Capital о предложении о поглощении. Предложение было снижено после того, как пандемия COVID-19 закрыли все тематические парки и кинотеатры.